# Хаас, Павел
Павел Хаас (чеш. Pavel Haas; 21 июня 1899[…], Брно, Цислейтания[…] — 17 октября 1944[…], концлагерь Биркенау) — чешский композитор еврейского происхождения. Брат кинорежиссёра и актёра Гуго Хааса.

## Биография
Его отец Зигмунд Хаас, сапожник, происходил из Моравии; мать — Ольга Эпштейн — из Одессы. Учился в Брненской консерватории (1919—1921), затем два года в школе Леоша Яначка. Из более чем 50 написанных произведений строгий автор счел достойными сохранения лишь 18.
В 1941 был депортирован в концентрационный лагерь Терезин. Из восьми произведений, написанных в Терезине, сохранились только три, среди них — «Штудии для струнного оркестра», которыми в 1944 продирижировал в Терезине ещё один его узник, Карел Анчерл.
Погиб в Освенциме.

## Творчество и наследие
Хаас искал синтез моравского фольклора и еврейской музыкальной традиции с достижениями центральноевропейского экспрессионизма. В последние годы сочинения Хааса, вместе с музыкой В. Ульмана, Э. Шульхофа, Х. Красы, Г. Кляйна и других композиторов, погибших в нацистских лагерях, не раз исполнялись и были записаны. В 2002 году в Праге был создан струнный квартет Павла Хааса, который с успехом выступает в Чехии и гастролирует по Европе.

## Произведения

### Опера
- Шарлатан, в трех действиях, по собственному либретто на основе романа Йозефа Винклера «Доктор Айзенбарт»(1934—1937, премия Сметаны)

### Оркестровые сочинения и кантаты
- Scherzo Triste for large orchestra, op.5 (1921)
- Overture for Radio, for small orchestra (four male voices and reciter ad lib.), op.11 (1930—1931)
- Psalm 29 for organ, baritone, female choir and small orchestra, op. 12 (1931—1932)
- Symphony for Large Orchestra (1940—1941, не закончена)
- Study for String Orchestra (1943)

### Хоровые сочинения
- Carnival, to words by Dalibor Chalupa, op. 9 (1928—1929)
- Al s’fod to words by David Shimoni (1941)

### Циклы песен
- Six Songs in Folk Tone, for soprano and piano or orchestra, op.1 (1918—1919, 1938)
- Three Songs for Soprano and Piano to words by J.S. Machar, op.2 (1919—1920)
- Chinese Songs for Alto and Piano, op. 4 (1921)
- His Chosen. A cycle of songs after poems ny Jiri Wolker for tenor, flute (piccolo), violin, horn and piano, op.8 (1927)
- Seven Songs in Folk Tone to words by F.L. Celakovsky for a high voice and piano op. 18 (1940)
- Four Songs for bass or baritone and piano to words of Chinese poetry (1944)

### Камерные сочинения
- String Quartet No.1, op. 3 (1920)
- String Quartet No.2, op. 7 «From the Monkey Mountains», with percussion ad lib. (1925)
- String Quartet No.3, op. 15 (1927—1928)
- Fata Morgana. A piano quintet with tenor solo to words by Rabindranath Tagore, op.6 (1923)
- Wind Quintet, op. 10 (1929)
- Suite for Oboe and Piano, op. 17 (1939)

### Сочинения для фортепиано
- Suite, op. 13 (1935)
- Allegro moderato (1938)